# Namibia en los Juegos Olímpicos de Atenas 2004
Namibia estuvo representada en los Juegos Olímpicos de Atenas 2004 por ocho deportistas, siete hombres y una mujer, que compitieron en cinco deportes.
El portador de la bandera en la ceremonia de apertura fue el boxeador Paulus Ambunda. El equipo olímpico namibio no obtuvo ninguna medalla en estos Juegos.